# 景缺
景缺（前4世纪—前300年），战国时楚国将领。
景缺是景氏，是楚平王的后代。前300年（周赧王十五年、楚怀王二十九年、秦昭襄王七年），景缺率军抵御秦国，被秦国华阳君击败，楚军死三十万，丢失了襄城（今河南省襄城县），景缺战死。